# Amerikaanse congresverkiezingen 2018
De Amerikaanse congresverkiezingen van 2018 werden gehouden op 6 november 2018. Het waren verkiezingen voor het Amerikaans Congres. 
In totaal werden alle 435 leden van het Amerikaans Huis van Afgevaardigden gekozen, en 1/3 van de Amerikaanse Senaat (de Class I senatoren). De verkiezingen vonden plaats op dezelfde dag als gouverneursverkiezingen in 46 staten. Het waren de vierde verkiezingen sinds de volkstelling van 2010, wat heeft geleid tot een herindeling van een aantal districten.

## Verkiezingen in het Huis van Afgevaardigden

### Samenstelling
| Partij               | Zetels 2016-2018 | Zetels 2019-2021 | Verandering |
| -------------------- | ---------------- | ---------------- | ----------- |
| Republikeinse Partij | 241              | 199              | 42          |
| Democratische Partij | 194              | 235              | 41          |

De resultaten van het 9e congresdistrict van North Carolina. De zetel bleef vacant tot de speciale verkiezingen in 2019.

## Verkiezingen in de Senaat
De gekozen Class I senatoren zullen een termijn van 6 jaar uitzitten, dus van 3 januari 2019 tot en met 3 januari 2025. 

### Samenstelling
| Partij                                   | Zetels 2016-2018 | Zetels 2019-2021 | Verandering |
| ---------------------------------------- | ---------------- | ---------------- | ----------- |
| Democratische Partij                     | 47               | 48               | 2           |
| Onafhankelijk (stemt mee met Democraten) | 2                | 2                | Stabiel     |
| Republikeinse Partij                     | 51               | 50               | 2           |